# Caroline Weir
Caroline Elspeth Lillias Weir (* 20. Juni 1995 in Dunfermline) ist eine schottische Fußballspielerin. Die im Mittelfeld und Angriff eingesetzte Spielerin spielt seit 2022 in Spanien für Real Madrid. Für die schottische Fußballnationalmannschaft spielt sie seit 2013 international.

## Karriere

### Verein
Weir begann ihre Karriere mit 10 Jahren in der Jugendabteilung der Hibernian Ladies in Edinburgh und spielte kurz vor ihrem 16. Geburtstag erstmals in der ersten Mannschaft. In ihrer ersten Saison stand sie in zwölf Spielen fünfmal in der Startelf und erzielte vier Tore. Die Hibs schlossen die Saison als Dritte ab. 2012 erzielte sie in 19 Spielen neun Tore und beendete die Saison als Vierte. 2013 kam sie in zehn der elf Spiele der ersten Meisterschaftsrunde zum Einsatz und erzielte nochmals neun Tore. Im August wechselte sie dann nach England zum Arsenal LFC, wo sie in sieben Spielen ohne Torerfolg blieb und im Halbfinale des Ligapokals einen Kurzeinsatz hatte. In der UEFA Women’s Champions League 2013/14 kam sie in fünf Spielen zum Einsatz, schied mit den Gunners aber im Viertelfinale gegen den Ligakonkurrenten Birmingham City LFC aus. 2014 und 2015 kam sie auf insgesamt neun Ligaspiele mit 198 Einsatzminuten. Im Juli wechselte sie dann zur Bristol Academy, wo sie in acht Spielen drei Tore erzielte, aber auch nicht verhindern konnte, dass der Verein am Ende der Saison abstieg. Sie wechselte daraufhin zum Liverpool FC Women, der den Abstieg als Vorletzter vermieden hatte. Hier kam sie in allen 16 Ligaspielen der Saison 2016 zum Einsatz und trug mit ihren sieben Toren als drittbeste Ligatorschützin dazu bei, dass die Reds als Fünfter nichts mit dem Abstieg zu tun hatten. In der „Spring Series“ genannten kurzen Übergangssaison 2017 der FA Women’s Super League bestritt sie alle acht Spiele und war mit fünf Toren zweitbeste Torschützin. Für Liverpool endete dieses Intermezzo auf dem vierten Platz. In der nun an den normalen europäischen Spielplan angepassten Saison 2017/18 stand sie in 17 von 18 Spielen auf dem englischen Rasen, konnte aber nur ein Tor erzielen. Danach wechselte sie zu Manchester City WFC, wo sie in der Saison 2018/19 nur zweimal nicht eingesetzt und Vizemeister wurde. Mit ManCity erreichte sie zudem die Endspiele um den Pokal und den Ligapokal, die beide gewonnen wurden. In der Saison 2019/20 gewann Weir mit ihrer Mannschaft durch ein 3:1 gegen Everton nach Verlängerung erneut den Pokal. 2021/22 folgte ein weiterer Sieg im Ligapokal, diesmal setzte sich ihr Klub mit 3:1 gegen den FC Chelsea durch, sie selbst steuerte zwei Treffer bei. Im Juli 2022 unterschrieb Weir für den spanischen Klub Real Madrid.
Im Juli 2018 nahm sie mit der Mannschaft am erstmals ausgespielten Women’s International Champions Cup teil, wo im Halbfinale Olympique Lyon der Gegner war. Mit 0:3 wurde dieses Spiel verloren. Das Spiel um Platz 3 konnte dann mit 2:1 gegen Paris Saint-Germain gewonnen werden. Mit ManCity nahm sie auch an der UEFA Women’s Champions League 2018/19 teil. Sie schieden aber bereits im Sechzehntelfinale gegen Atlético Madrid aus. In der Qualifikation zur UEFA Women’s Champions League 2021/22 kamen sie im Hinspiel des Finales zu einem 1:1 bei Real Madrid, wobei Weir ihre Mannschaft in Führung gebracht hatte. Sie verloren aber daheim mit 0:1, so dass sie die erstmals ausgetragene Gruppenphase verpassten.
Im Sommer 2022 wechselte Caroline Weir zum spanischen Klub Real Madrid. Unter Trainer Alberto Toril agierte sie vornehmlich im offensiven Mittelfeld und entwickelte sich rasch zur Schlüsselspielerin in den Reihen der Königlichen. In der ersten Qualifikationsrunde der Champions League erzielte sie im Finale gegen ihren Ex-Klub Manchester City das entscheidende 1:0. Mit Real Madrid erreichte Weir die Gruppenphase, wo ihre Mannschaft jedoch als Drittplatzierter das Viertelfinale verpasste, sie selbst steuerte in neun Champions-League-Spielen sechs Tore bei. In der Meisterschaft gelang der zweite Platz hinter dem FC Barcelona, wobei sie mit 19 Toren in 29 Begegnungen die erfolgreichste Offensivspielerin ihrer Mannschaft war. Im spanischen Pokal erreichte Weir mit Real Madrid das Endspiel gegen den Stadtrivalen Atlético und galt diesmal als Favorit auf den Sieg. Die Möglichkeit den ersten Titel der Vereinsgeschichte im Frauenfußball zu gewinnen, verspielte Real Madrid trotz 2:0-Führung durch zwei späte Gegentore in der 88. und 96. Minute der regulären Spielzeit sowie einer 1:3-Niederlage im Elfmeterschießen. Am 27. September 2023 erlitt Weir bei einem Nationalmannschaftsspiel einen Kreuzbandriss in dessen Folge sie die restliche Saison 2023/24 pausieren musste. Ihr erstes Pflichtspiel nach überstandener Verletzung feierte sie am 6. September 2024 in einer Ligabegegnung gegen Espanyol, bei der sie sich mit zwei Toren und einer Vorlage eindrucksvoll zurückmeldete.

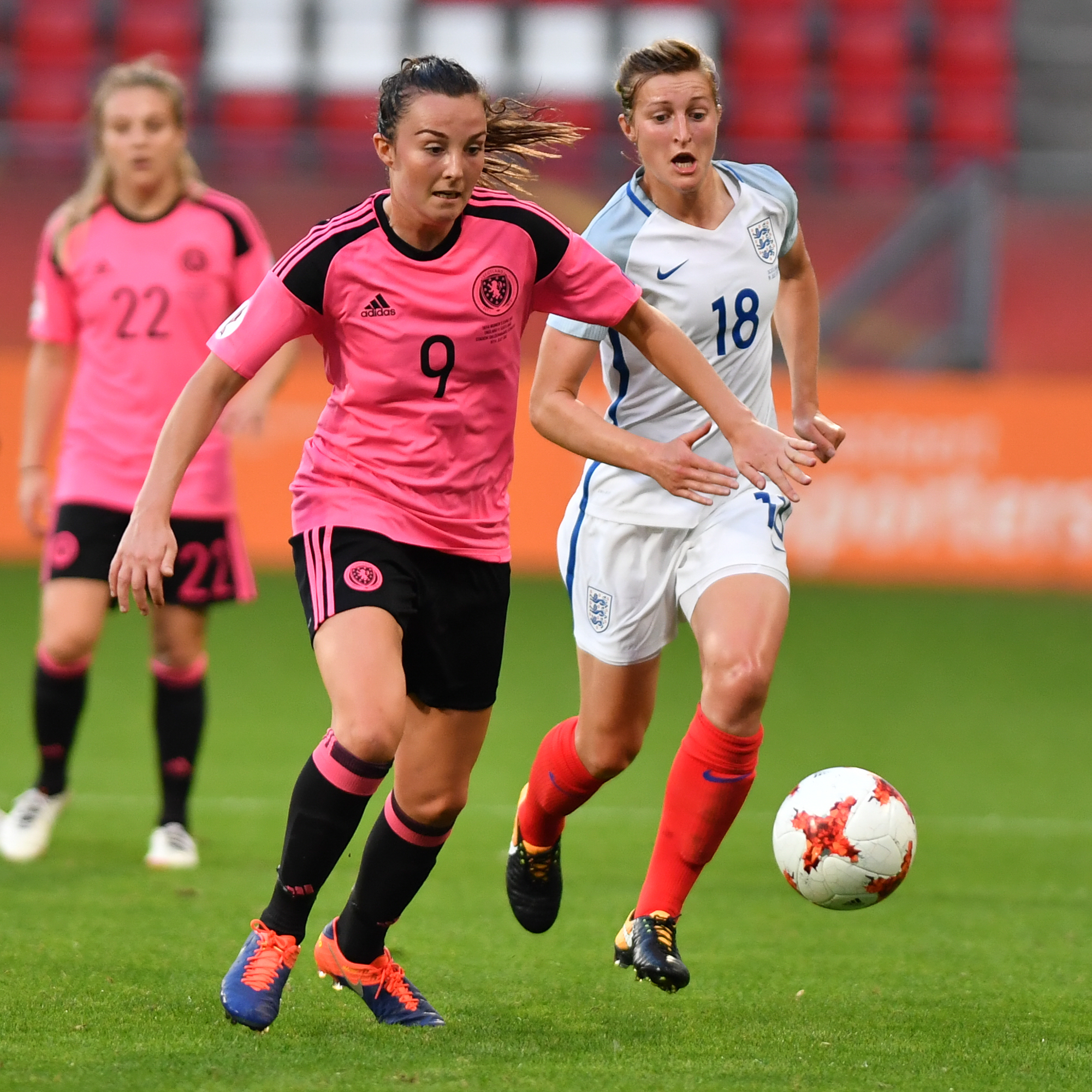
Weir (Nr. 9) im Laufduell mit
Ellen White (England) bei der EM 2017

### Nationalmannschaft
Weir bestritt zunächst 2009 mit der schottischen U-15-Mannschaft zwei Spiele. Mit der U-17-Mannschaft nahm sie im Oktober 2010 an der ersten Qualifikationsrunde zur U-17-Fußball-Europameisterschaft der Frauen 2011 bei einem Turnier in Österreich teil. Sie wurde in den drei Spielen eingesetzt, erzielte das Tor zum 1:0-Sieg gegen Rumänien und zwei Tore beim 3:1 gegen Österreich. Da die Schottinnen auch gegen die Ukraine gewannen, qualifizierten sie sich für die zweite Runde. Diese fand im April 2011 in der Schweiz statt. Nach einem 1:4 gegen Frankreich und einem 1:1 gegen Wales hatten sie schon keine Chancen mehr die Endrunde zu erreichen. Im Spiel gegen die Gastgeberinnen gelang ihr dann in der ersten Halbzeit ein „lupenreiner“ Hattrick zum 3:0-Sieg. Im Oktober 2011 unternahmen sie einen neuen Anlauf. Bei einem Turnier in Österreich verloren sie zwar kein Spiel, konnten aber auch nur gegen Kasachstan mit 3:0 gewinnen, wobei sie das dritte Tor erzielte. Zudem gelang ihr noch beim 2:2 gegen Island ein Tor. Als zweitschlechteste Gruppenzweite verpassten die Schottinnen die zweite Runde. Schon im August hatte sie erstmals für die U-19-Mannschaft gespielt und ihren Einstand beim 4:0 gegen Polen mit einem Tor gefeiert. Nach einem Turnier in La Manga im März 2012 nahm sie einen Monat später an der zweiten Qualifikationsrunde zur U-19-Fußball-Europameisterschaft der Frauen 2012 teil. Beim Turnier in Russland konnten sie zwar im ersten Spiel die Gastgeberinnen mit 1:0 besiegen, verloren dann aber gegen Italien (2:4) und Spanien (2:3), womit sie als Gruppendritte ausschieden. Im Oktober starteten sie erneut und wurden bei einem Turnier in der Türkei Zweiter, womit sie die zweite Runde erreichten. Beim 8:0 gegen Weißrussland gelang ihr auch ihr erstes Pflichtspieltor für die U-19-Mannschaft. In der zweiten Runde im April 2013 hatten sie Heimrecht, konnten dieses im ersten Spiel gegen Dänemark aber nicht nutzen und verloren mit 0:1. Da die Däninnen die beiden anderen Spiele auch gewannen, nutzten den Schottinnen die Siege gegen Österreich und die Ukraine nichts, bei denen sie drei Tore schoss. Sie waren nur zweitbester Gruppenzweiter und nur der beste Gruppenzweite war neben den Gruppensiegern für die Endrunde qualifiziert. Im
September 2013 gelangen dann bei einem Turnier der ersten Qualifikationsrunde drei Siege mit 29:1 Toren, wovon sie sieben erzielte. Auch die zweite Runde im April 2014 wurde mit drei Siegen abgeschlossen. Von den neun Toren der Schottinnen erzielte sie zwei. Bei der Endrunde im Juli 2014 in Norwegen konnte sie im ersten Spiel ein Tor zum 2:0-Sieg gegen Belgien beisteuern. Nach Niederlagen gegen die Niederlande und die Gastgeberinnen schieden sie aber als Gruppendritte aus. Damit endete ihre Zeit in den U-Mannschaften.
Bereits am 1. Juni 2013 spielte sie erstmals für die schottische Fußballnationalmannschaft. Beim 3:2-Sieg gegen Island wurde sie in der 78. Minute eingewechselt. Auch im nächsten Spiel, das mit 0:3 gegen Deutschland verloren wurde, kam sie zum Einsatz, diesmal bereits in der 73. Minute.
In den anschließenden Qualifikationsspielen für die WM 2015 kam sie dann zunächst nicht zum Einsatz. Ihr drittes Länderspiel hatte sie dann im Dezember beim Vier-Nationen-Turnier in Brasilien. Im ersten Spiel gegen Kanada wurde sie zwei Minuten vor dem Spielende eingewechselt. Bei der 1:3-Niederlage gegen Brasilien kam sie bereits in der 65. Minute aufs Feld. Im Spiel um Platz 3, wo sie erneut auf Kanada trafen, stand sie dann erstmals in der Startelf, wurde aber nach einer Stunde ausgewechselt. Beim Zypern-Cup 2014 und den weiteren WM-Qualifikationsspielen wurde sie zunächst nicht eingesetzt, da sie in der Zeit wieder für die U-19-Mannschaft spielte. Erst im August 2014 wurde sie in zwei Freundschaftsspielen wieder eingesetzt. Im vorletzten WM-Qualifikationsspiel gegen die Färöer, das mit 9:0 gewonnen wurde, stand sie dann in der Startelf und erzielte in der 11. Minute das 2:0 und damit ihr erstes A-Länderspieltor. Nach einer Stunde wurde sie aber beim Stand von 7:0 ausgewechselt. Auch im letzten Spiel der Gruppenphase gegen Schweden stand sie in der Startelf. Die Schottinnen hatten wenige Monate zuvor das Heimspiel gegen die Schwedinnen mit 1:3 verloren, aber ansonsten alle Spiele gewonnen. Die Schwedinnen hatten bis dahin alle Spiele gewonnen. Die Schottinnen brauchten also einen Sieg mit drei Toren Differenz in Schweden um sich direkt für die WM-Endrunde zu qualifizieren. Da das Spiel mit 0:2 verloren wurde, blieb ihnen noch die Chance über die Entscheidungsspiele der vier besten Gruppenzweiten. Sie verloren aber die beiden Halbfinalspiele gegen die Niederlande und verpassten somit die WM-Endrunde. Weir wurde je einmal ein- und ausgewechselt.
Am 8. Februar 2015 spielte sie dann erstmals über 90 Minuten in der A-Nationalmannschaft und erzielte zwei Tore beim 4:0-Sieg gegen Nordirland. Beim Zypern-Cup 2015 kam sie in allen vier Spielen zum Einsatz, wurde aber zweimal aus- und einmal eingewechselt.
In der Qualifikation für die EM 2017 kam sie in allen acht Spielen zum Einsatz und erzielte dabei zwei Tore. Die Schottinnen qualifizierten sich als beste Gruppenzweite erstmals für die Endrunde. Bei der EM wurde sie in den drei Spielen eingesetzt und verpasste keine Minute. In ihrem ersten EM-Spiel trafen sie auf England und verloren mit 0:6. Im zweiten Gruppenspiel wurde mit 1:2 gegen Portugal verloren. Das dritte Spiel wurde gegen Spanien durch ein von ihr erzieltes Tor mit 1:0 gewonnen. Da Portugal und Spanien auch gegen England verloren, die Spanierinnen aber mit 2:0 gegen Portugal gewannen, schieden die Schottinnen als Gruppendritte aus.
In der Qualifikation zur WM 2019 gehörte sie zu den sieben Schottinnen, die alle acht Spiele mitmachten, konnte aber kein Tor erzielen. Die Schottinnen qualifizierten sich erstmals für die WM, wo sie wie bei der EM im ersten Spiel auf England trafen.
Am 15. Mai 2019 wurde sie für die WM nominiert. Bei der WM kam sie in den drei Gruppenspielen zum Einsatz und verpasste dabei keine Minute, schied aber mit ihrer Mannschaft nach de Vorrunde aus.
Bei der anschließenden misslungenen Qualifikation für die EM 2022 hatte sie acht Einsätze und erzielte vier Tore.
Weir wurde auch für das Team GB nominiert, das an den wegen der COVID-19-Pandemie um ein Jahr verschobenen Olympischen Spielen 2020 im Juli 2021 teilnahm. Weir wurde in den drei Gruppenspielen und im mit 3:4 nach Verlängerung gegen Australien verlorenen Viertelfinale eingesetzt.
In der Qualifikation für die WM 2023 wurde sie in sechs der acht Gruppenspiele eingesetzt. Als Gruppenzweite qualifizierten sich die Schottinnen für die Play-offs, in denen sie auch eingesetzt wurde. Hier gewannen sie zunächst gegen Österreich, verloren dann aber trotz Heimrecht gegen Irland, das sich damit erstmals für die WM-Endrunde qualifizierte.
Am 26. September 2023 zog sie sich im Spiel gegen Belgien im Rahmen der UEFA Women’s Nations League 2023/24 einen Kreuzbandriss zu.

## Erfolge
- Schottischer Ligapokal: 2011 (ohne Einsatz mit Hibernian Edinburgh)
- Englischer Pokal: 2013/14 (mit Arsenal, ohne Einsatz), 2018/19 und 2019/20 (mit Manchester City)
- Englischer Ligapokal: 2013 (mit Arsenal, ohne Einsatz im Finale), 2018/19 und 2021/22 (mit Manchester City)

## Auszeichnungen
- 2016: Schottlands Spielerin des Jahres[9]